# Ctenocalanus citer
Ctenocalanus citer är en kräftdjursart som beskrevs av Heron och Bowman 1971. Ctenocalanus citer ingår i släktet Ctenocalanus och familjen Clausocalanidae. Inga underarter finns listade i Catalogue of Life.